# Lucrezia Marinella
Lucrezia Marinella, née en 1571 dans la république de Venise (aujourd’hui en Italie) et morte le 9 octobre 1653 dans ce même État, est une poète et écrivaine italienne, défenseuse des droits de la femme. Elle est connue pour son texte La Noblesse et l'excellence des femmes et les défauts et vices des hommes publié en 1600.

## Autour de l'œuvre
Lucrezia Marinella est à rapprocher d'autres auteurs de cette période comme  Juan Luis Vives, auteur de De institutione foeminae christianae, publié en 1524, Galeazzo Flavio Capra, auteur de Della eccellenza e dignità delle donne publié en 1525, Henri-Corneille Agrippa de Nettesheim, auteur de De nobilitate et praecellentia foeminei sexus publié en 1529 et Moderata Fonte auteure de Le Mérite des femmes publié aussi en 1600 à titre posthume.